# Balbisia miniata
Balbisia miniata, conocido como 'Nácar es un género de plantas con flores  descrita por primera vez por Ivan Murray Johnston mientras que Descole, O'donell y Alicia Lourteig le dieron el nombre exacto. Balbisia gracilis pertenece al género Balbisia, y a la familia Vivianiaceae.Se encuentra distribuido por Argentina, especialmente documentada en el La Rioja, Salta y San Juan.